# بخش اتاوا (شهرستان پوتنام، اوهایو)
بخش اتاوا (به انگلیسی: Ottawa Township) یک منطقهٔ مسکونی در ایالات متحده آمریکا است که در شهرستان پاتنم، اوهایو واقع شده‌است.
 بخش اتاوا ۹۳٫۹ کیلومتر مربع مساحت و ۷٬۹۶۱ نفر جمعیت دارد و ۲۱۶ متر بالاتر از سطح دریا واقع شده‌است.